# Ferdinando Antonio Lazzari
Ferdinando Antonio Lazzari (* 11. April 1678 in Bologna; † 19. April 1754 ebenda) war ein italienischer Komponist und Ordensgeistlicher.

## Leben und Wirken
Fra Ferdinando Lazzari trat 1693 in ein Minoritenkloster in Bologna ein, wo er ein Jahr später die Profess ablegte. Ab 1702 wurde er Chorregent des Klosters. Nach Angaben von Padre Martini erlernte er das Orgelspiel bei Padre Giovanni Battista Vastamigli, das Violinspiel bei Domenico Gabrielli und in Kompositionslehre wurde er von Giovanni Paolo Colonna und Pietro degli Antonii (1639–1720) unterwiesen. Nach verschiedenen Anstellungen in Bologneser Kirchen wurde Lazzari 1705 an die Basilika Santa Maria Gloriosa dei Frari in Venedig berufen, wo er bis zu seiner Erblindung 1713 wirkte. Danach lebte Lazzari bis zu seinem Tod im Jahr 1754 im Franziskanerkloster Bolognas. Lazzari wurde in der zum Kloster gehörenden Kirche, der heutigen Basilica di San Francesco, beigesetzt.

## Werke (Auswahl)
- Motette pel giorno de Santi Innocenti, a 8 concertato, con 2 Trombe, 2 Violino, Violetta, Violoncello et Org.
- 7 Motetten mit Orchester, in der Hofbibliothek Wien.
- Sonata a 6 Stromenti con Trombe in C-Dur (Bologna, S. Petronio)